# Революционный Народный Авангард
Революционный Народный Авангард (порт. Vanguarda Popular Revolucionária) (VPR) — бразильская крайне левая вооружённая группировка, боровшаяся против бразильской военной диктатуры и стремившаяся установить в стране социалистический строй. Она была сформирована в 1966 в результате объединения диссидентов из организации Política Operária (POLOP) с оставшимися военнослужащими из Националистического революционного движения (MNR).

## История
В результате слияния с Национальным командованием освобождения (Colina) возникла VAR-Palmares (названная в честь Киломбу Палмарис). Позднее VPR перегруппировался, покинув VAR-Palmares.
В 1970 году VPR начал организовывать партизанский тренировочный лагерь в Долине Рибейра, штат Сан-Паулу. Вторая область, использованная для этой цели (первая была заброшена из-за непригодности), в конечном итоге была обнаружена DOI-Codi/RJ, после чего началась охота, в ходе которой было мобилизовано около пяти тысяч солдат.
Среди участников выделялись следующие: Карлос Ламарка и Дилма Русеф.

### Распад
VPR решила самораспуститься в 1971 году после смерти Жозе Раймунду да Кошты, последнего командующего VPR, местонахождение которого указал Кабу Ансельму, тайный агент DOPS.

## Действия
Чтобы финансировать борьбу с диктатурой, VPR организовывала вооруженные нападения и ограбления банков, называемые экспроприациями. Организация участвовала в ограблениях и похищении посла Швейцарии Джованни Энрико Бухера в декабре 1970 года, а также была ответственна за похищение генерального консула Японии в Сан-Паулу Нобуо Окучи в марте того же года. Эти похищения совершались с целью освобождения политических заключенных. Ими также  26 июня 1968 года во время нападения на генеральный штаб II армии, в Сан-Паулу был убит солдат Марио Козела Фильо.
Помимо радикального сопротивления военной диктатуре, партизанские отряды, включая VPR, стремились установить революционный социалистический режим, следуя моделям марксистско-ленинской, адаптированным к Бразилии.

## Комментарии
1. ↑  Вооруженная борьба потерпела неудачу, потому что конечной целью организаций, которые её поддерживали, было превращение Бразилии в диктатуру, возможно, социалистическую, но определенно революционную. Этот проект не предполагал восстановления демократических свобод. Как сообщает PCBR: «В борьбе с диктатурой мы должны поставить своей целью достижение Революционного Народного Правительства, а не так называемую повторную демократизацию». Документы десяти вооруженных организаций, собранные Даниэлем Аарао Рейсом Филью и Жаиром Феррейрой де Са, показывают, что четыре из них предлагали заменить военную диктатуру «революционным народным правительством» (PC do B, Colina, PCBR и ALN). Четыре других (Ала Вермелья, PCB, VAR и Polop) использовали синонимы или разграниченные этапы для достижения того, что в конечном итоге стало бы диктатурой революционного авангарда. Они варьировали свои промежуточные предложения, но в конечном итоге их проект привел к появлению «Cubão»[6].